# Élections en Grande-Bretagne
Les élections dans le Royaume de Grande-Bretagne étaient principalement des élections générales et des élections partielles à la Chambre des communes de Grande-Bretagne. Les élections générales n'avaient pas de date fixe, le parlement étant convoqué et dissous dans le cadre de la prérogative royale, bien que sur l'avis des ministres de la Couronne. La première de ces élections générales fut celle de 1708, et la dernière celle de 1796.
En 1801, le Royaume-Uni de Grande-Bretagne et d'Irlande a remplacé le Royaume de Grande-Bretagne et le Royaume d'Irlande. Pour la période postérieure à 1801, voir Élections au Royaume-Uni.

## Élections
Pour plus de détails sur les élections nationales de Grande-Bretagne, voir :
- Élections générales de 1707
- Élections générales de 1708
- Élections générales de 1710
- Élections générales de 1713
- Élections générales de 1715
- Élections générales de 1722
- Élections générales de 1727
- Élections générales de 1734
- Élections générales de 1741
- Élections générales de 1747
- Élections générales de 1754
- Élections générales de 1761
- Élections générales de 1768
- Élections générales de 1774
- Élections générales de 1780
- Élections générales de 1784
- Élections générales de 1790
- Élections générales de 1796

## Factions politiques
La politique en Grande-Bretagne était dominée par les Whigs et les Tories, bien que ni l'un ni l'autre ne soient des partis politiques au sens moderne du terme, mais des alliances lâches d'intérêts et d'individus. Les Whigs comprenaient bon nombre des principales dynasties aristocratiques qui étaient les plus engagées dans la colonisation protestante du trône, avec plus tard le soutien des intérêts industriels émergents et des riches marchands de la ville, tandis que les conservateurs étaient associés à la noblesse terrienne, l'Église d'Angleterre et l'Église d'Écosse.
Les Membres du Parlement devaient faire appel à un électorat beaucoup plus restreint qu'aujourd'hui, surtout dans les boroughs. Dans le cas des Borough pourris et de poche, la majorité des voix était généralement contrôlée par une seule personne, ou par un petit groupe. Cela a donné moins de pouvoir aux partis politiques organisés et plus à des individus influents, dont certains se sont fait élire dans les circonscriptions qu'ils contrôlaient. Ces sièges ont également été vendus contre de l'argent comptant. Ainsi, de nombreux députés étaient fondamentalement indépendants, même s'ils se sont attachés à tel ou tel parti au cours de leur carrière parlementaire

## Membre du Parlement et circonscriptions parlementaires
Les circonscriptions qui ont élu des membres en Angleterre et au pays de Galles sont restées inchangées tout au long de l'existence du Parlement de Grande-Bretagne.
Tableau des circonscriptions parlementaires et des sièges à la Chambre des communes
| Pays           | BC  | CC | UC | Total C | BM  | CM  | UM | Nombre total de membres |
| -------------- | --- | -- | -- | ------- | --- | --- | -- | ----------------------- |
| Angleterre     | 203 | 40 | 2  | 245     | 405 | 80  | 4  | 489                     |
| pays de Galles | 12  | 12 | 0  | 24      | 12  | 12  | 0  | 24                      |
| Écosse         | 15  | 30 | 0  | 45      | 15  | 30  | 0  | 45                      |
| Total          | 230 | 82 | 2  | 314     | 432 | 122 | 4  | 558                     |

- Légende: BC – Circonscription de Borough ou Burgh, CC – Circonscription de comté, UC – Circonscription universitaire, Total C – Total circonscription, BMP – Borough/Burgh membres du parlement, CMP – Comté membres du parlement, UMP – Université membres du parlement.

## Élections locales
Il y avait peu d'élections locales dans le Royaume de Grande-Bretagne tel que le concept est maintenant compris. Le gouvernement local n'existait que sous des formes rudimentaires et une grande partie de l'administration civile des comtés était assurée par les Court of quarter sessions et par des magistrats. Dans la City de Londres, des élections annuelles ont eu lieu à la Corporation of London, mais au suffrage limité, et certains commissaires à l'amélioration ont été élus par les contribuables, sinon cooptés, tandis que les corporations de borough et de city n'étaient généralement pas élues directement.
Pour plus d'informations sur les corporations locales pendant cette période, voir la réforme de la Municipal Corporations Act 1835.